# Миньяр-Белоручев, Константин Александрович
Константи́н Алекса́ндрович Минья́р-Белору́чев (28 сентября [10 октября] 1874 — 10 января 1944) — русский и советский виолончелист, композитор, заслуженный деятель искусств Грузинской ССР (1933).
Родился в г. Сенница (совр. Польша), в семье композитора А. К. Миньяра. 
В 1891-93 учился в Варшавском институте музыки, в 1901 окончил Московскую консерваторию по классу виолончели у А. Э. фон Глена.
С 1892 вёл концертную деятельность, гастролировал по городам России. Играл в трио с А. Б. Гольденвейзером и 
К. С. Сараджевым, а также в квартете Тбилисского отделения РМО. 
В 1901—1904 годах профессор Тамбовского музыкального училища, затем до 1910 г. директор музыкальных классов Воронежского отделения Русского музыкального общества (вскоре преобразованы в Воронежское музыкальное училище; ныне Воронежский музыкальный колледж имени Ростроповичей); в воронежские годы концертировал, в частности, в составе фортепианного трио с Эмилом Голым и Вальтером Георги. 
С 1912 жил в Тбилиси, с 1917 — профессор Тбилисской консерватории (с 1936 профессор, в 1935-40 зав. кафедрой струнных инструментов; ученики: Р. Гарбузова, Г. Цомык, А. Айвазян, А. И. Чиджавадзе, Г. Барнабишвили). Автор инструктивных работ, в т. ч. брошюры «Виолончель и методы игры» (Тифлис, 1928), научных работ по виолончельному искусству и пьес для виолончели.  Ему принадлежат редакции классических виолончельных произведений и муз. транскрипции: «Дьявольская трель» Тартини, концерт Паганини, «Андалузка» Сарасате, «Интродукция и рондо-каприччиозо» Сен-Санса (в рукописи). Сочинены каденции к концертам Б. Боккерини (No 5) и Ж. Б. С. Бреваля.
Сын — Р. К. Миньяр-Белоручев, известный переводчик и преподаватель, внёсший значительный вклад в теорию и практику перевода.

## Сочинения
- Prelude, Op.1 - Для виолончели соло. — М.: П. Юргенсон, [1910].
- Les Réhauts [Блики], Op.2 - Для виолончели соло. — М.: П. Юргенсон, [1910].
- Миньяр-Белоручев К. А. Гаммы и арпеджии для виолончели. — М.: Гос. изд-во. Муз. сектор, 1922.
- Миньяр-Белоручев К. А. Скерцо : Для виолончели и фп. — М.: Гос. изд-во. Муз. сектор, 1924.